# Conexina

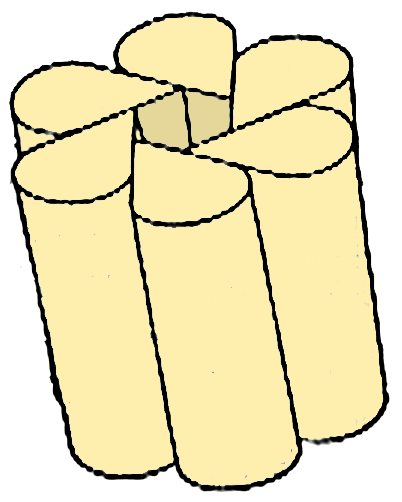
Un enlace gap abierto, compuesto por 6 conexinas.

Las conexinas, también llamadas proteínas de enlace gap, son una familia de proteínas estructurales transmembranales que se unen para formar enlaces gap en los vertebrados (una familia totalmente diferente de proteínas, las inexinas, o panexinas forman enlaces gap en los invertebrados). Cada enlace gap se compone de 2 hemicanales, o conexonas, compuestos cada uno de ellos por 6 moléculas conexina. Los enlaces gap son esenciales para muchos procesos fisiológicos, como por ejemplo la despolarización coordinada del músculo cardíaco y el correcto desarrollo embrionario. Por esta razón, las mutaciones en los genes encargados de la codificación de la conexina pueden llevar a anormalidades en la función y el desarrollo del organismo.

## Estructura

Las conexinas son proteínas transmembranales de cuatro-pasos con terminaciones citoplásmicas C y N, un bucle citoplásmico (cytoplasmic loop, CL) y dos bucles extracelulares, (EL-1) y (EL-2). Las conexinas se unen entre sí en grupos de 6 para formar hemicanales (conexones) y dos hemicanales pueden combinarse para formar un enlace gap. La familia génica de la conexina es diversa, con 21 miembros identificados en el genoma humano secuenciado, y 20 en el ratón (19 de los cuales son pares ortólogos). Suelen pesar entre 26 y 60 kDa, y poseen una longitud media de 380 aminoácidos.